# 45 aC
L'any 45 aC va ser el primer any del calendari julià. Aleshores era conegut com l'Any del Consolat de Cèsar sense Col·lega (o, amb menys freqüència, l'any 709 Ab urbe condita). La denominació 45 aC per a aquest any s'ha utilitzat des de l'època medieval primerenca, quan l'era del calendari Anno Domini es va convertir en el mètode prevalent a Europa per nomenar els anys.

## Esdeveniments

### República Romana
- Juli Cèsar i Gai Canini Rèbil són cònsols.
- 1 de gener – El calendari julià entra en vigor com a calendari civil de l'Imperi Romà. S'estableix un calendari solar que en aquell moment es idèntic al calendari egipci.
- Segona guerra civil romana
- Batalla de Munda on Juli Cèsar venç a les legions de Pompeu el Jove i Sext Pompeu.

## Naixements
- Jul·lus Antoni, fill de Marc Antoni i Fúlvia.
- Lanúvium: Publi Sulpici Quirí
- Wang Mang, usurpador el tron de la dinastia Han i fundador de la dinastia Xin.

## Necrològiques
- Febrer - Tul·liola, filla de Ciceró.
- 17 de març - Tit Labiè mort en la Batalla de Munda.
- 17 de març - Publi Ati Var mort en la Batalla de Munda.
- 12 d'abril - Gneu Pompeu fill de Pompeu
- 31 de desembre - Quint Fabi Màxim, consol romà.